# Джеймс Рудкін
Джеймс Рудкін (англ. James Rudkin, нар. 7 липня 1994) — британський веслувальник, олімпійський чемпіон 2024 року, бронзовий призер Олімпійських ігор 2020 року, чемпіон світу та Європи.

## Виступи на Олімпіадах
| Олімпіада  | Дисципліна | Місце |
| ---------- | ---------- | ----- |
| Токіо 2020 | вісімки    | 3     |
| Париж 2024 | вісімки    | 1     |

## Зовнішні посилання
- Джеймс Рудкін [Архівовано 13 квітня 2021 у Wayback Machine.] на сайті FISA.